# Mocheta

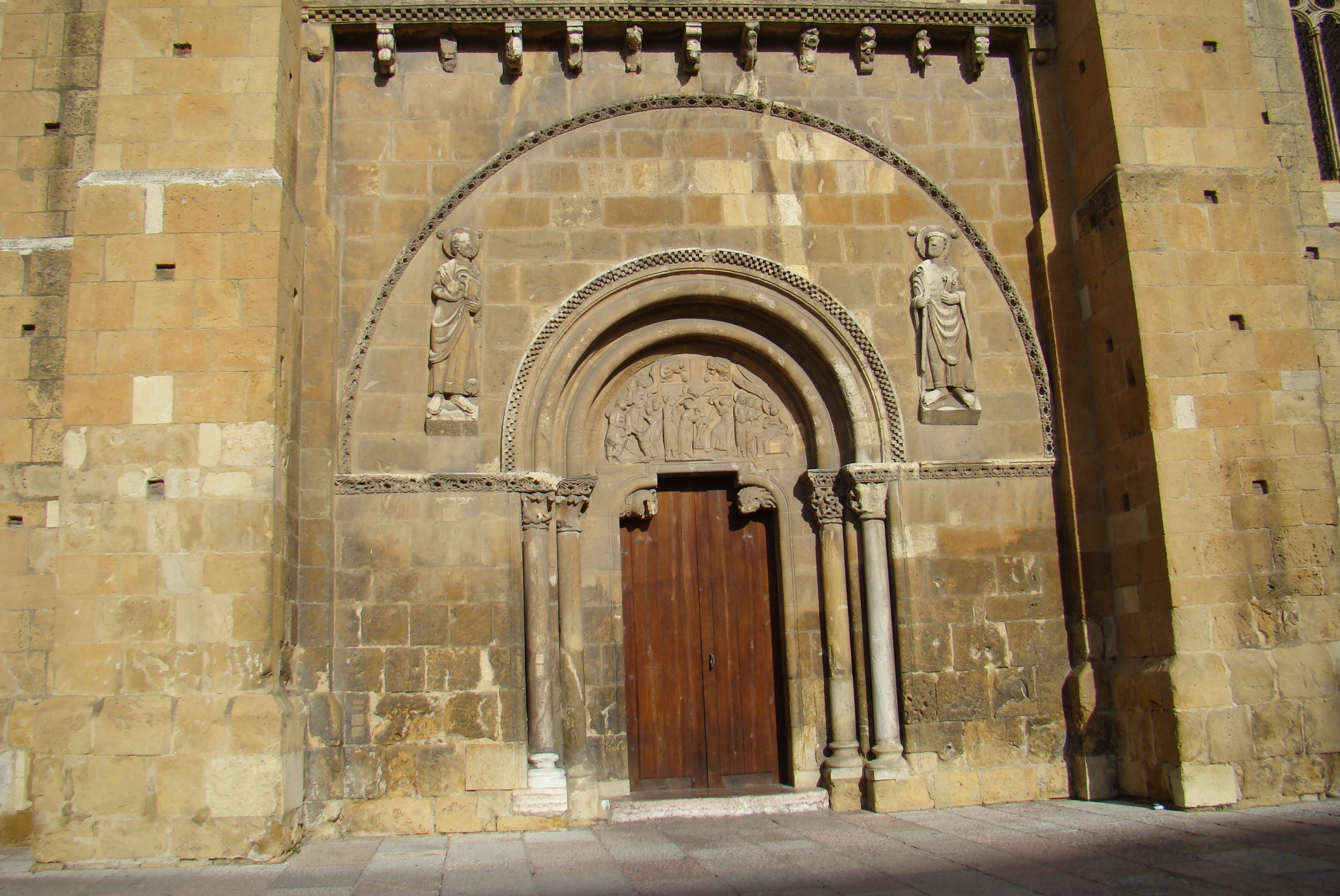
Puerta del Perdón de la Basílica de San Isidoro de León, con las dos mochetas de cabezas animalísticas.

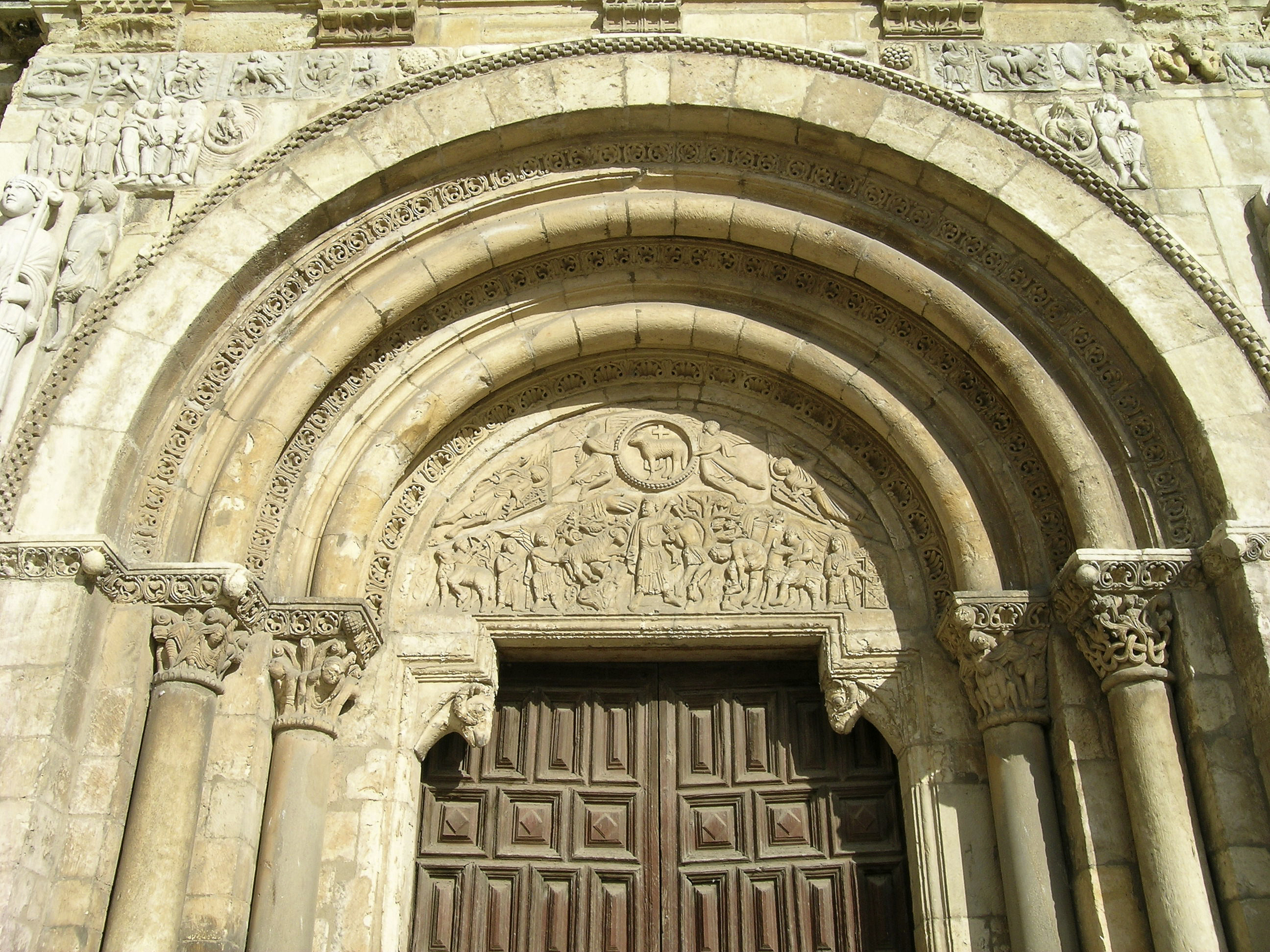
Puerta del Cordero de la Basílica de San Isidoro de León, con las dos mochetas de cabeza de carnero.

La mocheta (de mocho, sin punta), en arquitectura, es un elemento sobresaliente en el ángulo superior de una puerta en donde se apoya un dintel o un tímpano.
En la arquitectura románica, sobre todo, fue muy utilizada, cubriendo los dos ángulos de las puertas de acceso a los templos, esmerándose en la creatividad y riqueza de los temas decorativos, al ser el lugar principal de acceso desde el espacio profano al sagrado.
Los motivos escultóricos tienen relación, en su gran mayoría, con un carácter apotropaico de los mismos, al considerarse una especie de guardianes que protegen la entrada al recinto sagrado de la iglesia, ya sea en forma de animales, algunos monstruosos, como de simbología de los evangelistas representados por sus símbolos.
Un caso paradigmático en la arquitectura religiosa hispana se produce en la basílica de San Isidoro de León, donde sus dos puertas de la fachada meridional contienen mochetas cinceladas cuidadosamente. 
- En la del Perdón abierta al crucero, las dos mochetas sobre las que descansa un tímpano representan dos cabezas de animales que miran a quien entra, de un oso con collar (algunos autores hablan de perro) y de un león con melena (o dragón).[1]

- En la del Cordero, que abre a la nave, las dos mochetas donde apea el tímpano del Agnus Dei, están decoradas con cabezas de carnero.[2]

## Galería de mochetas

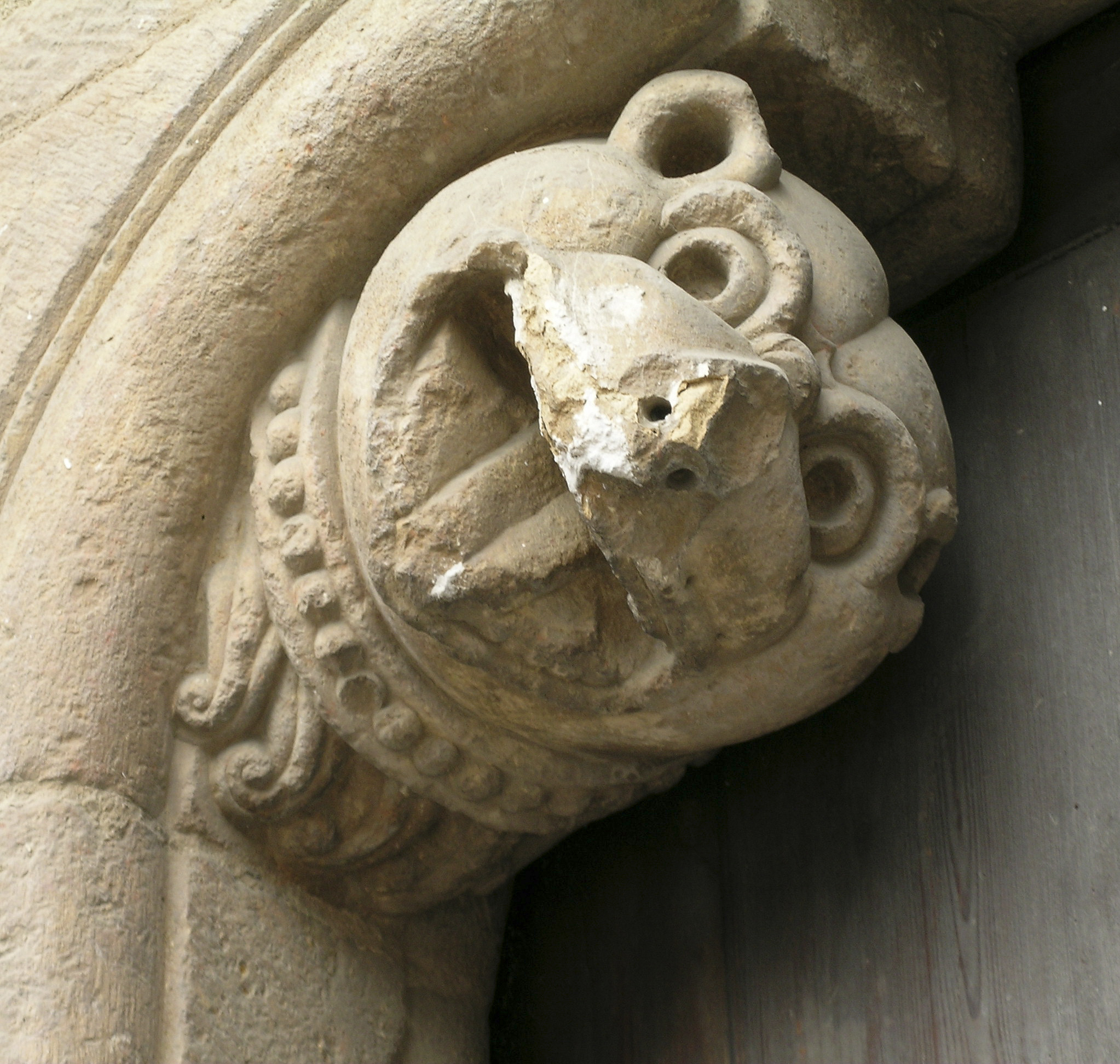
Mocheta en la Puerta del Perdón. Basílica San Isidoro de León. Cabeza de oso (o perro).
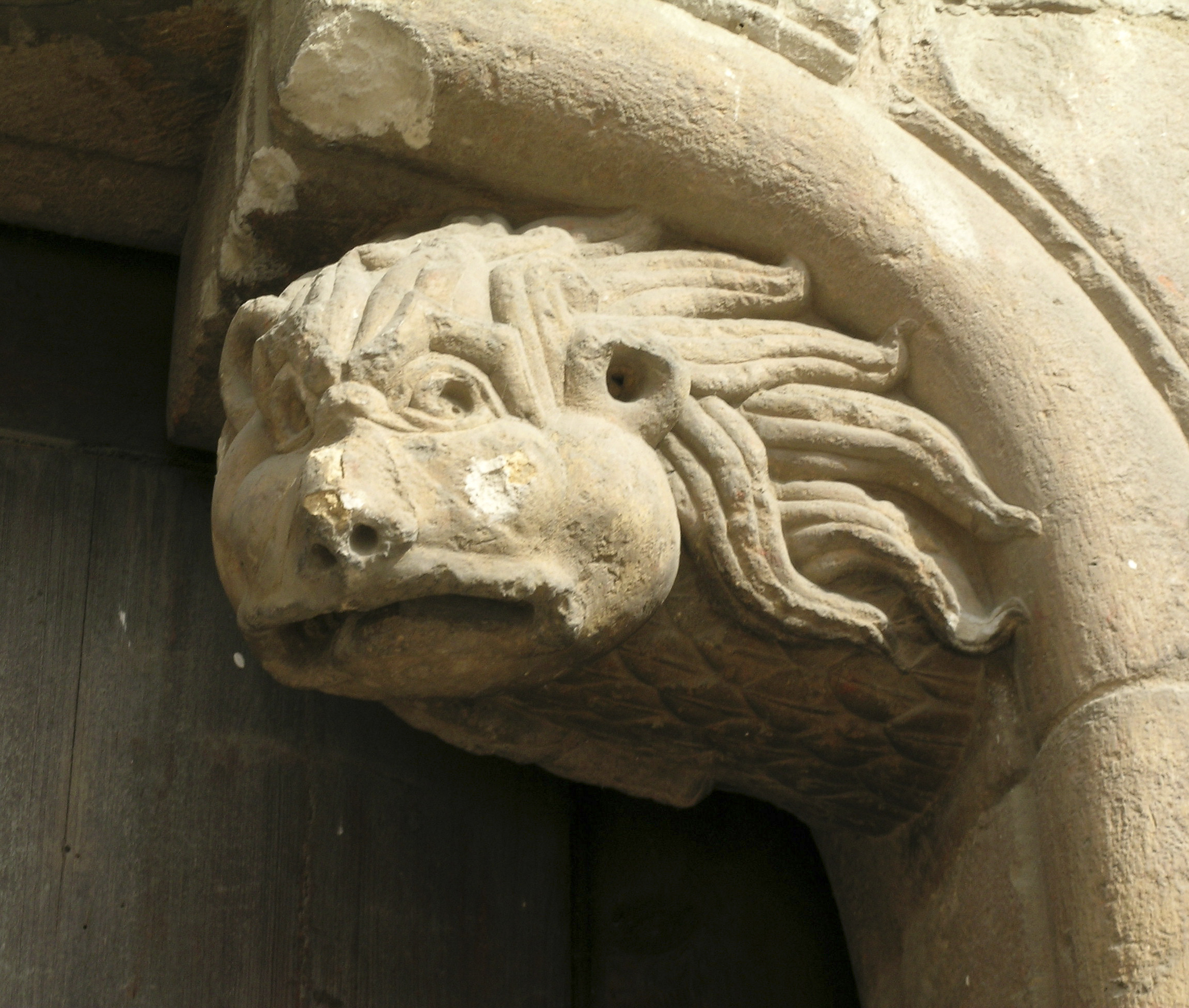
Mocheta en la Puerta del Perdón. Basílica San Isidoro de León. Cabeza de león (o dragón).
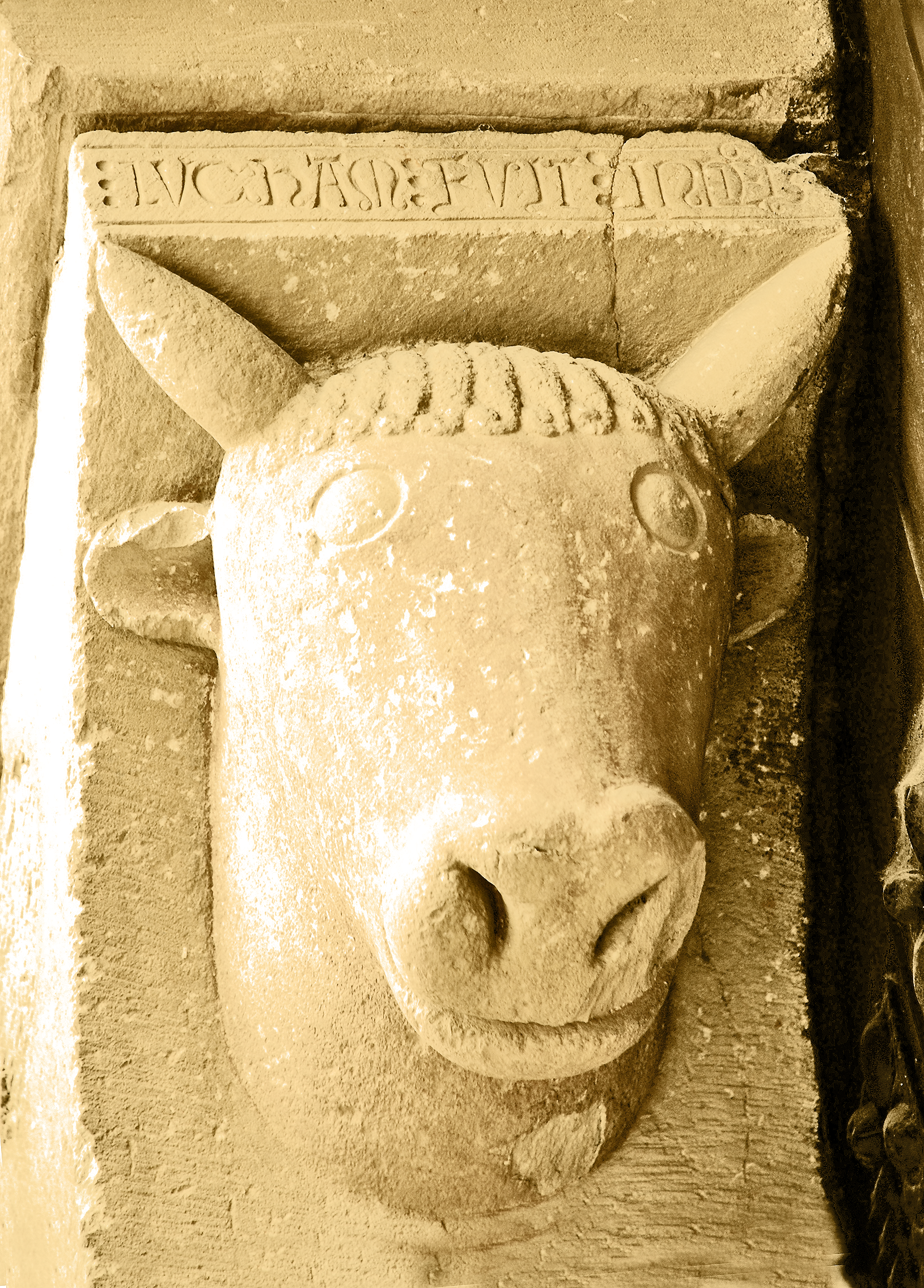
Mocheta en San Juan del Mercado en Benavente (Zamora). Buey representando a San Lucas.
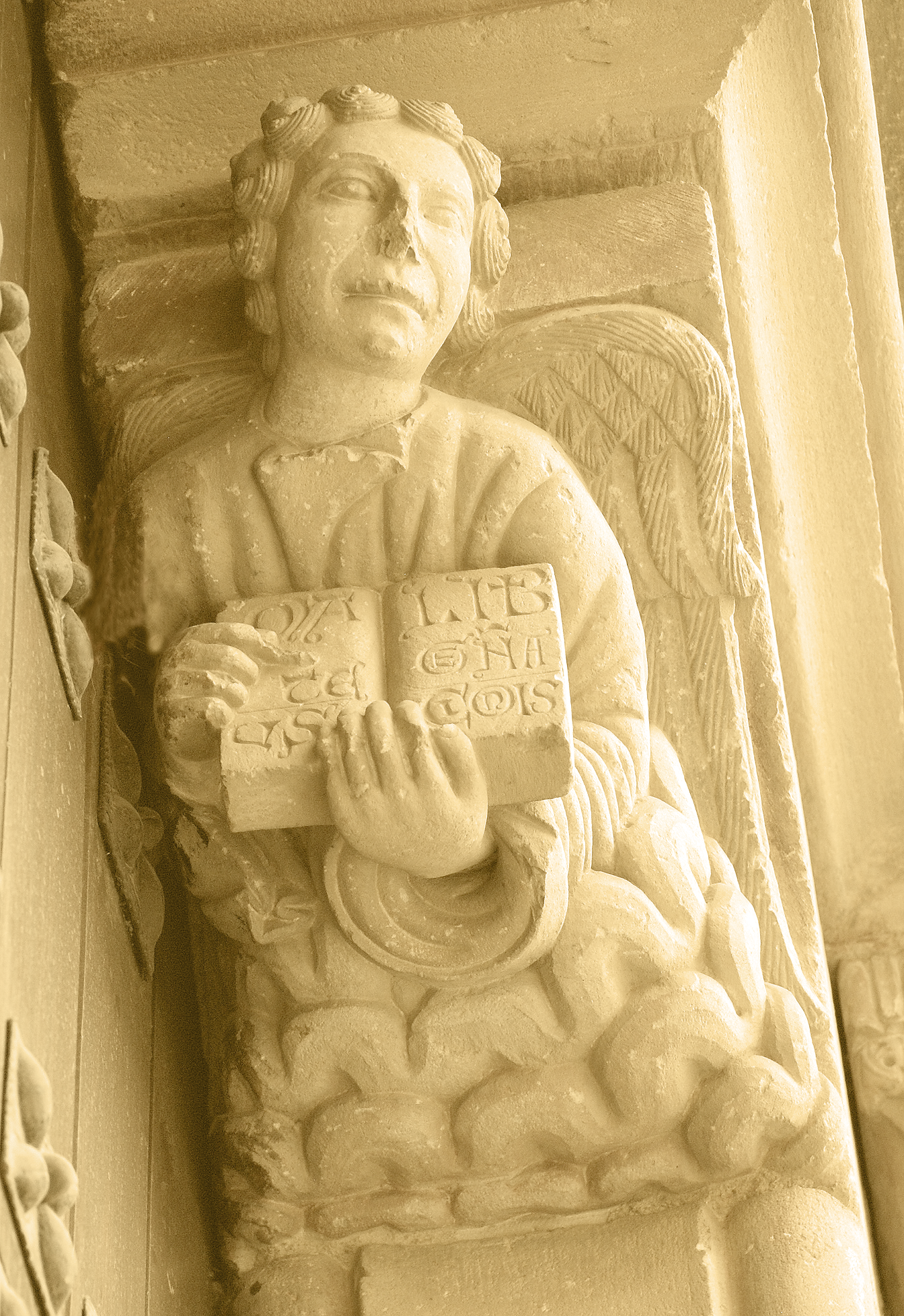
Mocheta en San Juan del Mercado en Benavente (Zamora). Ángel representando a San Mateo.